# Sandhedens øjeblik
Sandhedens øjeblik er en eksperimentalfilm instrueret af Peder Andreasen efter eget manuskript.

## Handling
Handlingen udspilles foran og bagved kameraet under optagelse af en scene og samtidigt under redigeringen af selv samme scene.